# Carlisle, Arkansas
Carlisle är en ort i Lonoke County i delstaten Arkansas, USA.